# ソニー・パーデュー
ジョージ・アービン・"ソニー"・パーデュー3世（英語：George Ervin "Sonny" Perdue III、1946年12月20日 - ）は、アメリカ合衆国の政治家。2017年4月から2021年1月まで同国の第31代農務長官であった。Sonnyはsʌnɪ（サニ）と読むのが正しいが、日本の報道では全てソニー・パーデューと報道されている。

## 経歴
1946年12月20日にジョージア州ペリーで、教師のオフィー・ヴィオラと農家のジョージ・アービン・パーデューとの間に誕生する。1972年にジョージア大学ヴェリナ医学校で医師資格を得る。その後は空軍に入って大尉まで昇進した。
1991年1月から2002年1月までジョージア州議会議員であり、在任中の1998年4月に政党を民主党から共和党に切り替えた。2003年1月13日から2011年1月10日にかけて同州知事を2期務め、1872年1月のベンジャミン・F・コンリー以来最初の共和党の州知事であった。州知事として教育の改善・健康管理へのアクセス改善・良質な仕事の創出に努めた。

### 農務長官

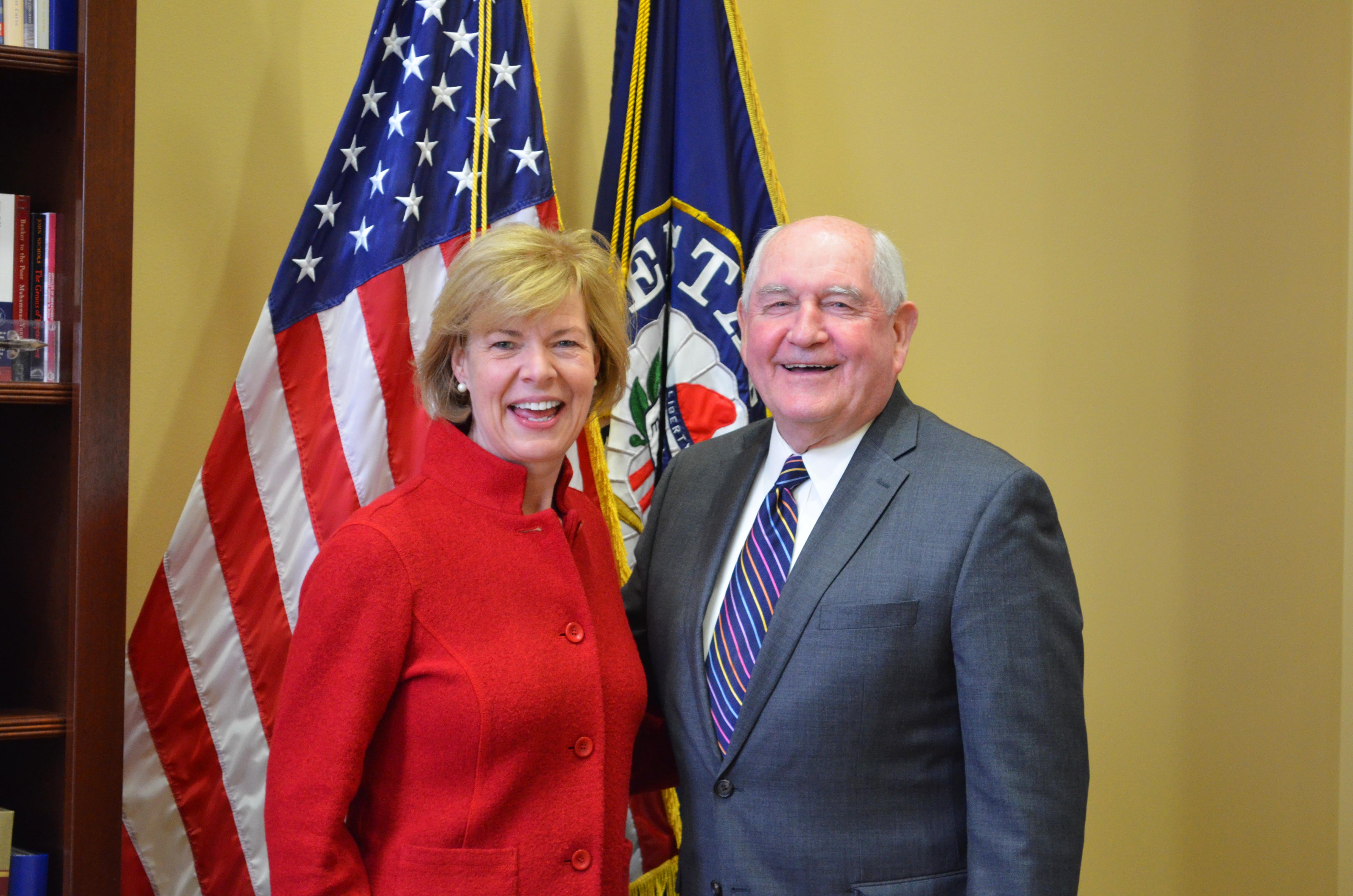
タミー・ボールドウィン上院議員と（2017年2月9日）

2017年1月19日にトランプ大統領はパーデューを農務長官に指名した。しかし3月2日時点でトランプ政権は指名手続きに必要な書類を提出していないと報道され、公聴会も行われていない。政府倫理局のワルター・シャウブ局長は、倫理事項を評価する相談をする前にドナルド・トランプが候補者を発表した事に問題があると述べた。
同年3月23日に指名の為の公聴会、3月30日に上院の農業・栄養・林業委員会では発声投票が実施され、賛成19・反対1の賛成多数で指名が承認された。反対票はパーデューのフードスタンプ記録に不満を表明したカーステン・ギリブランド議員（ニューヨーク州選出・民主党）だけであった。
同年4月24日に上院はパーデューの第31代農務長官の就任を賛成87・反対11で可決した。上院の農業・栄養・林業委員会のパット・ロバーツ委員長は超党派で人事を承認した農家や牧場主のニーズを第一に考える長官を歓迎すると述べた。宣誓式は翌日の4月25日にクラレンス・トーマス最高裁判所判事の立ち合いで行われた。

## 家族
1972年9月にメアリー・ラフと結婚し、4人の子女が誕生した。